# Province de Moho
La province de Moho (en espagnol : Provincia de Moho) est l'une des treize provinces de la région de Puno, au sud du Pérou. Son chef-lieu est la ville de Moho.

## Géographie
La province couvre une superficie de 1 005,25 km2. Elle est limitée au nord par la province de Huancané, à l'est par la Bolivie et au sud par le lac Titicaca.

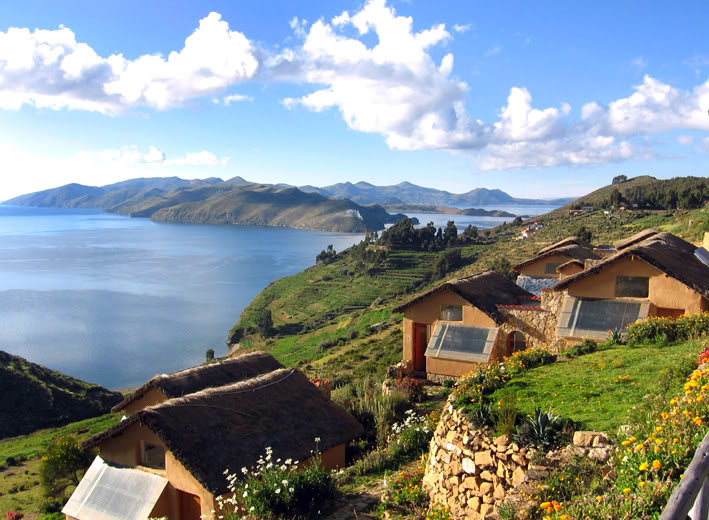
Île de Suwasi (Suasi) et lac Titicaca, province de Moho

## Population
La population de la province s'élevait à 28 149 habitants en 2005.

## Subdivisions
La province de Moho est divisée en quatre districts :
- Conina
- Huayrapata
- Moho
- Tilali